# Gareth Gates
Gareth Paul Gates (født 12. juli 1984 i Bradford, England) er en britisk sanger, der blev kendt efter sin deltagelse i tv-programmet Pop Idol, hvor han blev nr. 2.
Gates' første single var en coverversion af Righteous Brothers' Unchained Melody, som blev udgivet i 2002. Senere samme år kom hans vel nok mest kendte single, "Anyone of Us (Stupid Mistake)", på gaden. I alt har Gates solgt 3,5 mio. plader på verdensplan.
Tidligere har Gates været kæreste med Katie Price, men i 2008 blev han gift med danseren Suzanne Mole.

## Diskografi

### Albums
- What My Heart Wants to Say (2002)
- Go Your Own Way (2003)
- Pictures of the Other Side (2007)

### Singler
- "Unchained Melody" (2002)
- "Anyone of Us (Stupid Mistake)" (2002)